# Moritz de Saxa-Altenburg
Prințul Moritz Franz Friedrich Constantin Alexander Heinrich August Carl Albrecht de Saxa-Altenburg (24 octombrie 1829 – 13 mai 1907), a fost membru al casei ducale de Saxa-Altenburg. A fost tatăl Ducelui Ernst al II-lea de Saxa-Altenburg.